# Virtuel hukommelse
 For alternative betydninger, se Swap.
Virtuel hukommelse, swap eller swapping er en teknik, der gør at en computer kan afvikle computerprogrammer, der kræver mere RAM, end der er tilgængelig ved at bruge baggrundslager-hukommelse som var det RAM-hukommelse.
Kriteriet for at data sendes fra RAM til baggrundslager er normalt, at disse data ikke er blevet ændret eller læst for nylig. Med jævne mellemrum bliver programmer, der er landet på disken hentet ind, så de også får en chance for at blive afviklet.
Nogle operativsystemer anvender først swapping, når der ikke er mere fysisk hukommelse (eksempelvis GNU/Linux), mens andre anvender swapping mere aggressivt (Microsoft Windows).
Når en computer anvender swap, sænkes hastighederne væsentligt. I skrivende stund overfører de bedste RAM-typer omkring 4000MB i sekundet, mens de bedste baggrundslagre topper ved cirka 100MB i sekundet. Derfor vil det tage længere tid at arbejde med en datamængde, som ligger i swap end en, som ligger i RAM.
Hvad der er mere relevant, er, at søgetiden for RAM er væsentligt bedre end for baggrundslagre.
I Windows håndteres swap som en fil på den partition, som operativsystemet er installeret på, typisk i C:\pagefile.sys (hvilket dog kan konfigureres). I GNU/Linux håndteres swap som en separat partition.